# أصيل أحمد
احمد اصيل هو سياسي تشادي من أصل عربي، شغل منصب وزير الخارجية التشادية في حكومة كوكوني عويدي، كما قاد جيش البركان.

## مسيرته
انضم احمد اصيل، المدعم من ليبيا، إلى الفرولينا سنة 1976م، وكان ممثلا أو نائبا أو موظفا في المجلس الوطني التشادي، في مقاطعة أو محافظة «البطحة» في عهد الرئيس تمبلباي، لكنه انضم بعد ذلك إلى المقاومة، ودخل إلى ليبيا مع مجموعة «البركان»، وأصبح يُعرف برجل ليبيا في تشاد. واصطدم هو الآخر بـ«الباقلاني» (ربما بتشجيع من ليبيا للتخلص من الباقلاني). ثم تولى «احمد اصيل» قيادة «البركان»، وذلك بعد موت الشيخ «محمد الباقلاني» في حادث سيارة مدبر في مدينة بنغازي سنة 1976م أو في مدينة «طرابلس» (كما جاء في أحد المراجع). وبرغم الاختلافات بين المراجع في مكان ووسيلة الوفاة، إلا أن الجميع على اتفاق انه اغتيل أو قتل في حادث مدبر، بل وتشير اصابع الاتهام إلى النظام الليبي، وإلى احمد اصيل بالذات.